# Special Olympics Turkmenistan
Special Olympics Turkmenistan (englisch: Special Olympics Turkmenistan) ist der turkmenische Verband von Special Olympics International, der weltweit größten Sportbewegung für Menschen mit geistiger Beeinträchtigung und Mehrfachbeeinträchtigung. Ziel ist die sportliche Förderung dieser Personengruppe und die Sensibilisierung der Gesellschaft für sie. Außerdem betreut der Verband die turkmenischen Athletinnen und Athleten bei den Special Olympics Wettbewerben.

## Geschichte
Special Olympics Turkmenistan wurde 1990 mit Sitz in Aşgabat gegründet.

## Aktivitäten
2019 waren 9.959 Athletinnen, Athleten und Unified Partner sowie 572 Trainer bei Special Olympics Turkmenistan registriert. Der Verband nahm 2022 an den Programmen Athlete Leadership, Young Athletes, Unified Schools und Unified Sports teil, die von Special Olympics International ins Leben gerufen worden waren.

### Sportarten
Folgende Sportarten wurden 2022 vom Verband angeboten:
- Badminton (Special Olympics)
- Basketball (Special Olympics)
- Bowling (Special Olympics)
- Eiskunstlauf (Special Olympics)
- Floor Hockey
- Fußball (Special Olympics)
- Judo
- Kraftdreikampf (Special Olympics)
- Leichtathletik (Special Olympics)
- Rhythmische Sportgymnastik (Special Olympics)
- Schwimmen (Special Olympics)
- Tennis (Special Olympics)
- Tischtennis (Special Olympics)
- Turnen (Special Olympics)
- Volleyball (Special Olympics)

### Teilnahme an Weltspielen vor 2020
(Quelle:)
- 2011 Special Olympics World Summer Games, Athen (14 Athletinnen und Athleten)
- 2013 Special Olympics World Winter Games, PyeongChang, Südkorea (15 Athletinnen und Athleten)
- 2015 Special Olympics World Summer Games, Los Angeles, USA (11 Athletinnen und Athleten)
- 2017 Special Olympics World Winter Games, Graz-Schladming-Ramsau, Österreich (2 Athletinnen und Athleten)
- 2019 Special Olympics, World Summer Games, Abu Dhabi (21 Athletinnen und Athleten)

### Teilnahme an den Special Olympics World Summer Games 2023 in Berlin
Special Olympics Turkmenistan nahm an den Special Olympics World Summer Games 2023 teil. Die Delegation wurde vor den Spielen im Rahmen des Host Town Program vom Landkreis Osnabrück betreut und bestand aus zehn Athletinnen und Athleten. Das Team gewann bei diesen Weltspielen drei Gold-, fünf Silber- und vier Bronzemedaillen.

### Teilnahme an Weltspielen nach 2023
- 2025 Special Olympics World Winter Games, Turin, Italien (3 Athletinnen und Athleten)[6]